# Воронцов, Юрий Павлович
Ю́рий Па́влович Воронцо́в (23 марта 1937, Ленинград — 20 декабря 2002, Санкт-Петербург) — советский и российский оператор-постановщик. Заслуженный деятель искусств Российской Федерации (1994).

## Биография
С 1976 года — штатный оператор-постановщик киностудии «Ленфильм».
Член Союза кинематографистов СССР (Ленинградское отделение).
В 1994 году Воронцову было присвоено почётное звание Заслуженный деятель искусств Российской Федерации.
Скончался 20 декабря 2002 года.

## Фильмография
- 1973 — Здесь наш дом (второй оператор)
- 1973 — Щелчки
- 1975 — Любовь с первого взгляда
- 1976 — Всегда со мною…
- 1979 — Жена ушла
- 1980 — Враги
- 1980 — Тростинка на ветру
- 1982 — Желаю вам…
- 1983 — Парк
- 1984 — Жил-был доктор…
- 1985 — Порох
- 1986 — Плата за проезд
- 1987 — Свояки
- 1987 — Соблазн
- 1988 — Трудно первые 100 лет
- 1989 — Кома
- 1990 — Сатана
- 1991 — Изыди!..
- 1991 — Улыбка
- 1993 — Ты у меня одна
- 1994 — Дожди в океане
- 1995 — Всё будет хорошо!
- 1995 — Четвёртая планета
- 1996 — Из ада в ад
- 1998 — Контракт со смертью

## Признание и награды
- Заслуженный деятель искусств Российской Федерации (1994).
- 1985 — Порох — Премия советских профсоюзов 1989 года Виктору Аристову, Артуру Макарову, Юрию Воронцову, Владимиру Банных, Юрию Беляеву.